# Chi Geminorum
Chi Geminorum ( Geminorum) é uma estrela na direção da constelação de Gemini. Possui uma ascensão reta de 08h 03m 31.10s e uma declinação de +27° 47′ 39.9″. Sua magnitude aparente é igual a 4.94. Considerando sua distância de 258 anos-luz em relação à Terra, sua magnitude absoluta é igual a 0.45. Pertence à classe espectral K2III.